# Strange Highways
Strange Highways je šesté studiové album americké heavy metalové skupiny Dio. Album produkoval Mike Fraser a poprvé vyšlo 25. října 1993 u Reprise Records.

## Seznam skladeb
| Pořadí         | Název                        | Autor                  | Délka |
| -------------- | ---------------------------- | ---------------------- | ----- |
| 1.             | Jesus, Mary & the Holy Ghost | Dio, G, Pilson         | 4:13  |
| 2.             | Firehead                     | Dio, G, Pilson, Appice | 4:06  |
| 3.             | Strange Highways             | Dio, G, Pilson, Appice | 6:54  |
| 4.             | Hollywood Black              | Dio, G, Appice         | 5:10  |
| 5.             | Evilution                    | Dio, G, Pilson, Appice | 5:37  |
| 6.             | Pain                         | Dio, G                 | 4:14  |
| 7.             | One Foot in the Grave        | Dio, G, Pilson, Appice | 4:01  |
| 8.             | Give Her the Gun             | Dio, G, Pilson         | 5:58  |
| 9.             | Blood from a Stone           | Dio, G, Pilson, Appice | 4:14  |
| 10.            | Here's to You                | Dio, G, Pilson, Appice | 3:24  |
| 11.            | Bring Down the Rain          | Dio, G, Pilson, Appice | 5:45  |
| Celková délka: | Celková délka:               | Celková délka:         | 53:36 |

## Sestava
- Ronnie James Dio – zpěv
- Tracy G – kytara
- Jeff Pilson – baskytara, klávesy
- Vinny Appice – bicí